# Calimantã Ocidental

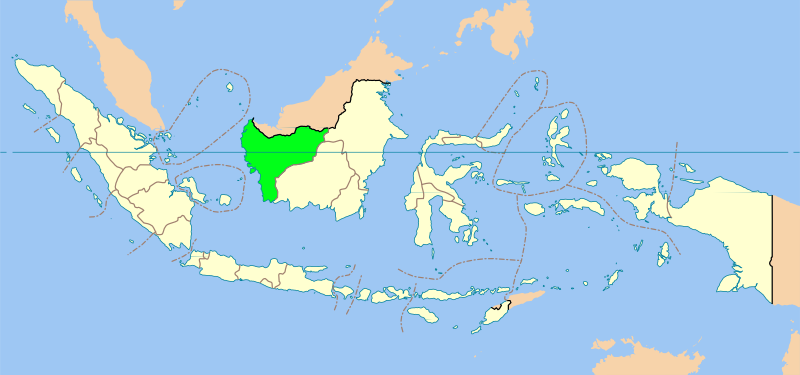
Mapa da Indonésia mostrando a localização de Calimantã Ocidental

Calimantã Ocidental (em indonésio Kalimantan Barat, frequentemente abreviado como Kalbar) é uma província da Indonésia. É uma das quatro províncias indonésias localizadas na ilha de Bornéu. A capital é a cidade de Pontianak, localizada precisamente na linha do Equador.
A província possui uma área de 146 807 km² , com uma população de cerca de 3.740.000 habitantes, de acordo com o censo de 2000. Os maiores grupos étnicos incluem os dayaks, os malásio e os chineses, que em conjunto somam aproximadamente 90% da população total. Os restantes são javaneses, bugis, madureses, e outras etnias.
As fronteiras de Calimantã Ocidental seguem “grosso modo” as cadeias de montanhas que rodeiam a bacia hidrográfica do rio Kapuas. A província está subdividida em dois núcleos urbanos (kota): Pontianak e Singkawang; e dez regências rurais (kabupaten): Sambas, Bengkayang, Pontianak, Ketapang, Landak, Sanggau, Sekadau, Sintang, Melawi and Kapuas Hulu. Cerca de  29% da população vive na região de Pontianak.
Houve graves eclosões de violência súbita na província entre os nativos dayak e os colonos madureses entre o final de 1996 e o começo de 1997, resultando em aproximadamente 500 mortes.

## História
A história de Calimantã Ocidental remonta ao século XVII. Os dayaks eram os principais habitantes da província antes dessa época. Os malaios migraram para a região e erigiram seus próprios sultanatos. O fato de que há muitos chineses nessa província foi usado para que fosse proclamada uma república por mineradores chineses chamada República de Lanfang após a derrota dos sultões malaios locais. O governo da República de Lanfang terminou em Kaliman Ocidental depois da ocupação holandesa em 1884.
O Calimantã Ocidental esteve sob ocupação japonesa de 1942 a 1945, quando a Indonésia declarou sua independência.
Foi palco de lutas substanciais durante o Confronto Indonésia-Malásia sob o regime de Sukarno, em meados da década de 1960. Após a deposição deste por Suharto em 1965, o enfrentamento foi rapidamente resolvido. Porém, conflitos internos continuaram por mais dez anos entre o novo governo militar de Suharto e combatentes organizados durante o enfrentamento e antes pelo banido Partido Comunista Indonésio (PKI). Esse episódio ficou conhecido como “Matanças Indonésias de 1965–66”.